# Equipo de Rescate e Intervención en Montaña
EREIM Equipo de Rescate e Intervención en Montaña (originariamente Equipo Rural Especial de Intervención en Montaña) es una unidad de la Guardia Civil en España para el rescate de montañeros y espeleólogos y en general todas las actividades que giran en torno a la montaña y actividades al aire libre. También colabora en la realización de labores de Policía Judicial en lugares de altitud y difícil acceso.